# Recours en grâce (film)
Pour plus de détails, voir Fiche technique et Distribution.
Recours en grâce est un drame franco-italien co-écrit et réalisé par László Benedek, sorti en 1960.

## Synopsis
Mario, d’origine italienne, a combattu pour la France durant la Seconde Guerre mondiale et forme à présent un couple uni avec Germaine, une femme que son premier amour a abandonnée avec Denise, leur fillette. Germaine en est restée profondément meurtrie et, depuis, déteste le mensonge (elle ignorait que son amant était marié). Lorsqu’elle découvre fortuitement que Mario a déserté durant la guerre et lui a dissimulé sa véritable identité, elle se sent à nouveau trahie et ne veut plus vivre avec lui. Mario n’aura alors de cesse d’obtenir le recours en grâce de Germaine qu’en faisant amende honorable auprès de la justice, mais son évasion durant le procès compromettra son retour à la bien-aimée qui lui accordera sa grâce en pure perte...

## Fiche technique
- Titre original et francophone : Recours en grâce
- Titre italien : Tra due donne
- Réalisation : László Benedek
- Scénario : László Benedek, Claude Brulé et Noël Calef d’après son roman Recours en grâce (1957)
- Photographie : Michel Kelber
- Montage : Marinette Cadix
- Musique : Maurice Jarre
- Décors : Léon Barsacq
- Costumes : Christiane Coste
- Son : William-Robert Sivel
- Production : Edmond Tenoudji, Paul Temps
- Sociétés de production : Les Films Marceau-Cocinor, Laetitia Film
- Société de distribution : Cocinor (France)
- Pays de production :  France,  Italie
- Langue originale : français
- Format : noir et blanc — 35 mm — 1,66:1 — Mono
- Genre : Drame
- Durée : 97 minutes
- Date de sortie : 
  - France : 20 mai 1960

## Distribution
- Raf Vallone : Mario Di Donati
- Emmanuelle Riva : Germaine Tourier
- Annie Girardot : Lilla
- Fernand Ledoux : le curé
- Vittorio Caprioli : Sergio
- Edmond Ardisson : le gendarme Piletti
- Jack Ary : Georges, un inspecteur de police
- Yves Barsacq : l'avocat
- Louis Bugette : Jules, le bistrotier
- Pierre Collet : le gendarme Fromont
- Mario David : Jacques
- Hélène Dieudonné : la voisine
- Michel Etcheverry : l'inspecteur-chef Pardelles
- Guy Favières : le père d'Octave
- Hubert de Lapparent : Octave
- Renaud Mary : Paulier
- Robert Manuel : le forain
- Patricia Gozzi : la petite Denise
- Michel Ardan : Marcel
- Ginette Pigeon : Margot, la foraine
- Marie Mansart : Mlle Berthe, l'institutrice
- Renata Manso : Nerina
- Jacques Dhery : un inspecteur de police
- René Marc : le commissaire de police
- Dominique Zardi : un spectateur, à la foire
- Henri Attal : un spectateur, à la foire